# Knightec
Knightec AB är ett företag inom produkt- och tjänsteutveckling med bas i Sverige och verksamt över hela världen.
Knightec har omkring 950 medarbetare på 10 orter i Sverige. Kunderna finns i olika branscher såsom fordonsbranschen, energisektorn, processindustrin, telekom-, life science- och verkstadsindustrin.

## Historia
Knightec grundades 2003 ur det av WM-data förvärvade Knight Industriteknik. WM-data sålde av det norrländska affärsområdet till Anders Lundgren under namnet Komab. Dimitris Gioulekas och Håkan Jarnbjer, som ursprungligen var verksamhetschefer på Knight Industriteknik i Stockholm respektive Malmö, gick samman med Komab under namnet Knightec med huvudkontoret i Örnsköldsvik. De vann senare en namnstrid mot WM-data om rätten att använda "Knightec" i företagsnamnet hos Patent- och registreringsverket.
År 2006 tog Knightec in sin första externa styrelse, med Rune Brandinger i spetsen.
År 2010 förvärvade Knightec teknikkonsultföretaget Kogertek AB varvid företaget expanderade kraftigt, och kom att omfatta bland annat cirka 220 anställda ingenjörer. År 2014 förvärvades även Teknik Konsult Gruppen.
År 2017 förvärvade Adelis Equity 50 % av Knightec och tog plats i styrelsen.
År 2019 förvärvade Knightec IT-konsultföretaget Dewire med tyngdpunkt på digitalisering och automatisering. Efter uppköpet hade Knightec kontor på tio orter och drygt 700 anställda i Sverige. Följande år förvärvade Knightec även den digitala byrån Daresay som specialiserat sig på design och tjänstefiering.
År 2022 förvärvade bolagsgruppen Ratos 70 procent av aktierna i Knightec.
År 2024 passerade Knightec en miljard i omsättning.[källa behövs]

## Ägarförhållanden
Bolaget ägs till 100 % av Akeira Invest MidCo AB. Knightec AB ingår i den koncernredovisning som per den 31 december 2023 upprättas av moderföretaget Ratos AB. I Knightecs koncernredovisning ingår dotterbolagen Dewire Consultants och Daresay.

## Verksamhet
Knightec är indelat i fem affärsområden:
- Daresay är specialiserade inom digital- och tjänstedesign samt utveckling av webb- och mobilapplikationer,

- Dewire som utvecklar digitala lösningar inom bland annat detaljhandel, sakernas internet samt molntjänster och mobila lösningar.
- Technology som har tjänster inom konstruktion, beräkning och design.
- Quality & Management som arbetar med projekt- och verksamhetsutveckling samt kvalitetssäkring.
- Systems som arbetar med mjukvara, elektronik och automation.

## Samhällsengagemang
Sedan 2008 har Knightec samarbetat med skolor för att öka intresset för teknik bland niondeklassare. Varje år deltar elever i deras program som inkluderar teoretiska föreläsningar, inspirerande tal och tekniska projekt. I slutet av programmet väljs utvalda elever från varje skola och erbjuds ett sommarjobb.[källa behövs]
Sedan 2021 har Knightec samarbetat med Granitor och Scania för att bilda Let's Uptech. Det är ett initiativ som syftar till att inspirera högstadieelever att söka sig till gymnasiet. Let's Uptech arbetar med 19 skolor och 1500 elever (2024) och vill dubblera under 2025.

## Utmärkelser
År 2018 placerade sig Knightec på tredje plats i undersökningen “Sveriges bästa arbetsgivare” i klassen stora arbetsgivare där 240 arbetsgivare deltog, från en åttondeplats 2017. Undersökningen bygger på enkätsvar från de egna medarbetarna som bedömer sin arbetsgivare utifrån intern identitet, nöjdhet och lojalitet.

Knightecs VD Dimitris Gioulekas blev år 2018 utsedd till Årets VD av motivation.se med följande motivering:
 Genom ett målinriktat ledarskap som får människor att växa har Årets VD i kategorin Stora bolag både uppnått en mycket stark tillväxt och skapat en arbetsplats där medarbetarna trivs. I en värld full av möjligheter, förskönad och splittrad av människors olikheter, väljer pristagaren att ha en öppen och nyfiken attityd och en omättlig hunger efter potential.
Med ödmjukhet, briljans och ett stort patos har Årets VD visat att det går att kombinera lönsamhet med ett genuint samhällsengagemang.
Dimitris Gioulekas blev året vd också 2014 och var också en av tre finalister kategorin ”Årets mångfaldschef” på Chefgalan år 2017.